# Barrage de la Restanca
Le Barrage de la Restanca, Era Restanca ou Estanh de la Restanca (en catalan) est un Lac des Pyrénées, sur la commune de Naut Aran, dans la province de Lérida en Catalogne (Espagne).

## Description
L'Estanh de la Restanca est un lac naturel, il est à une altitude de 2 010 m, a une superficie d'environ 6,7 ha et a une profondeur de 15 m.

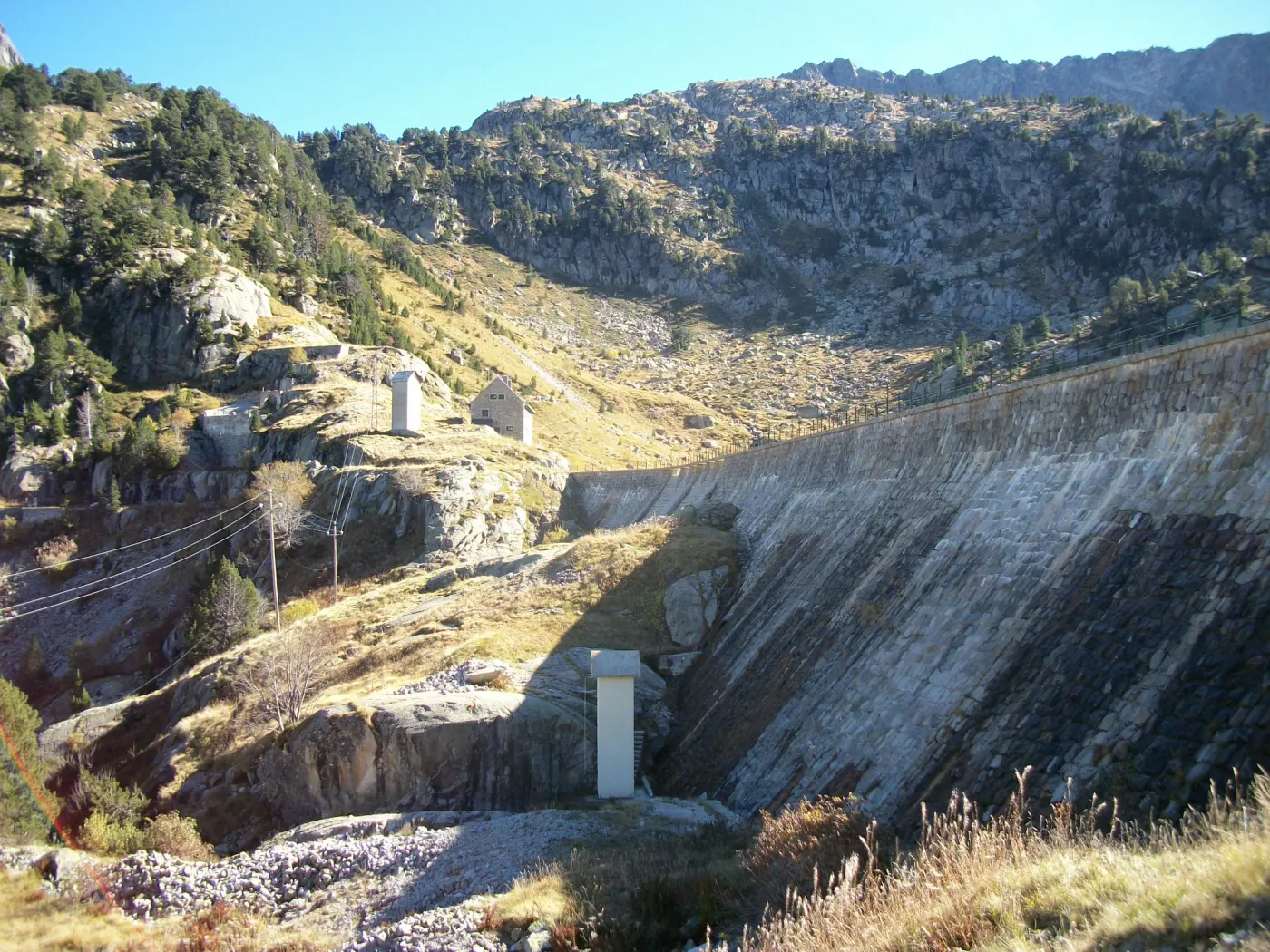
Barrage
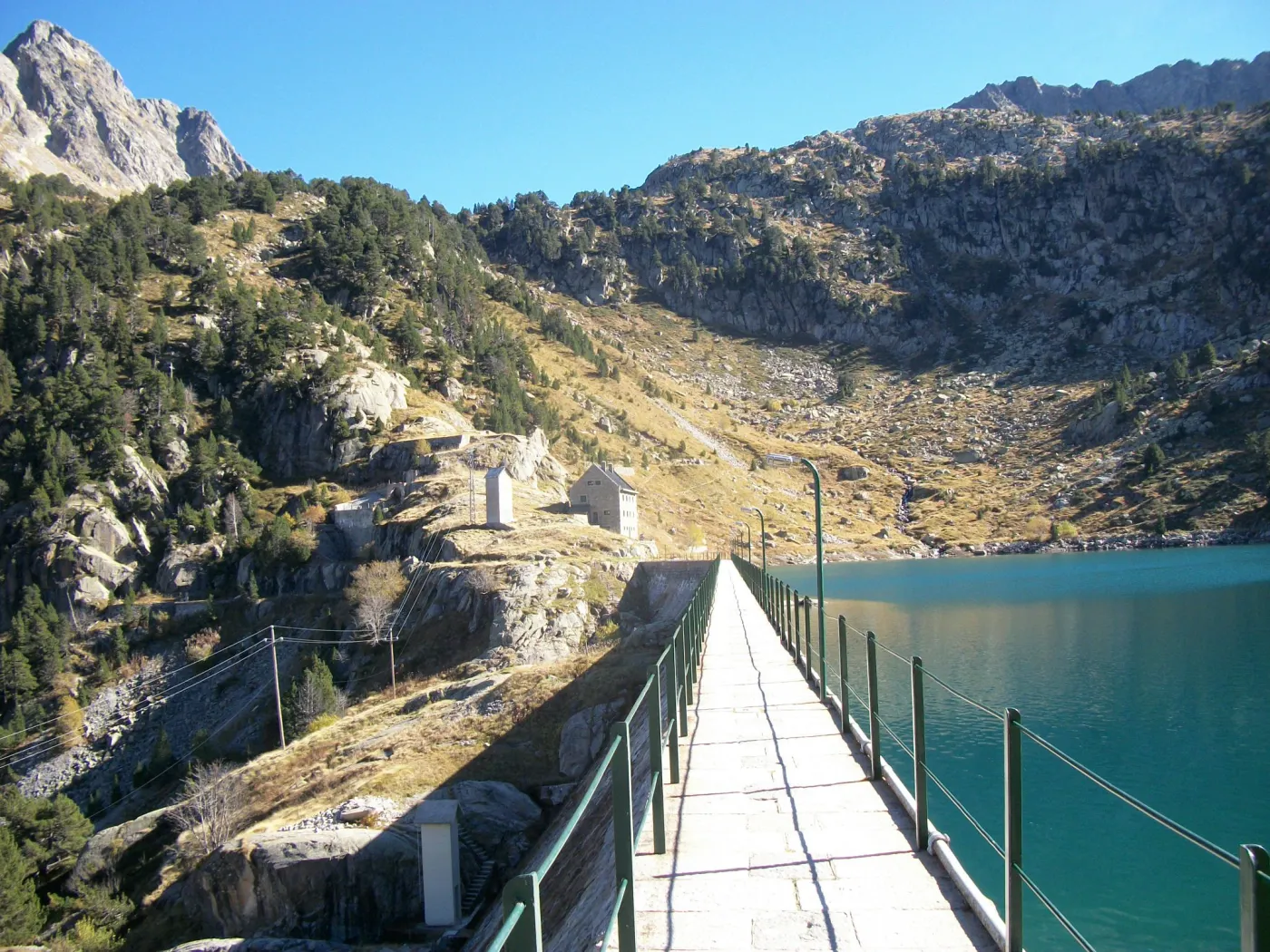
Passage sur le barrage et le refuge en arrière plan
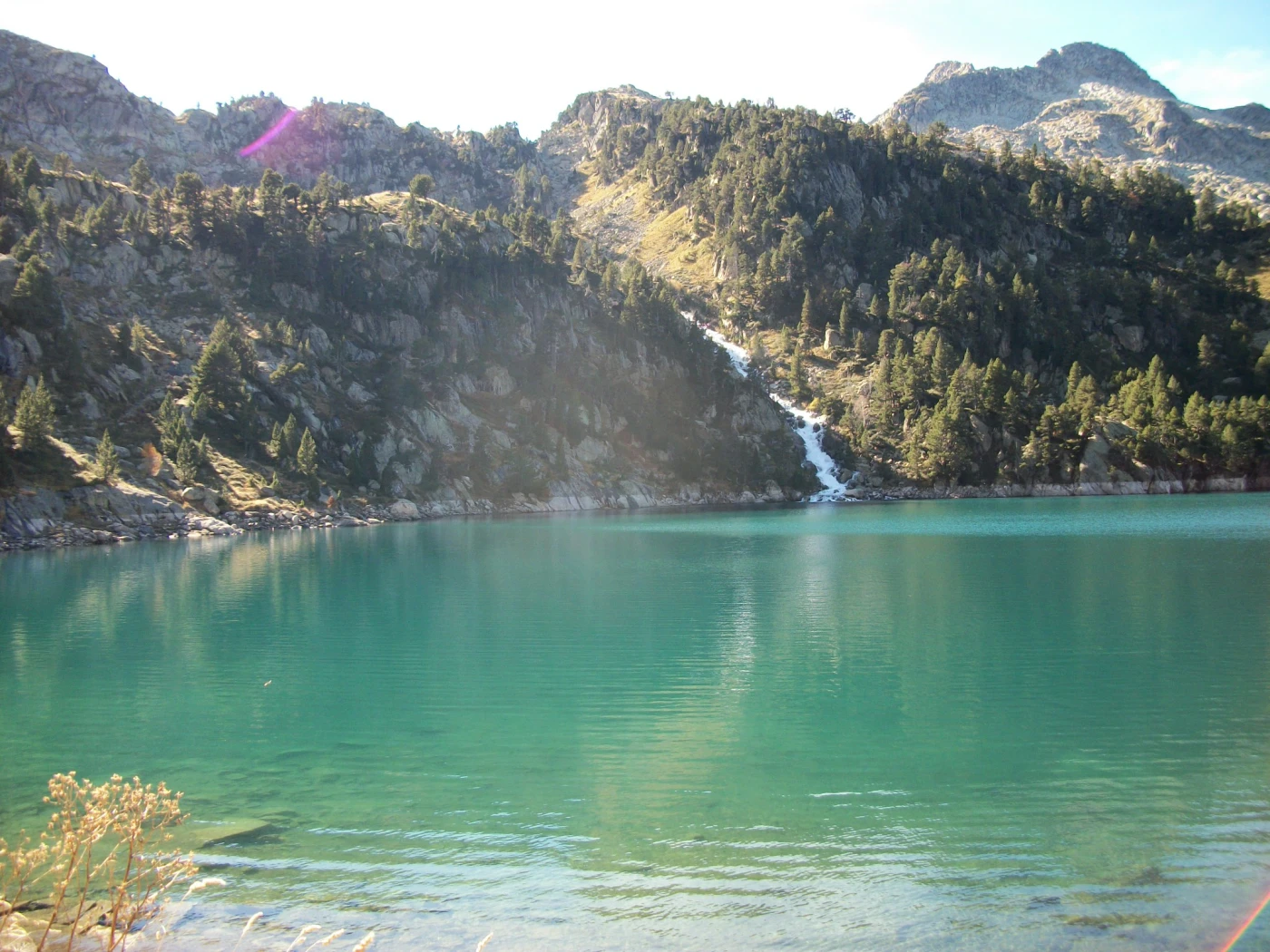
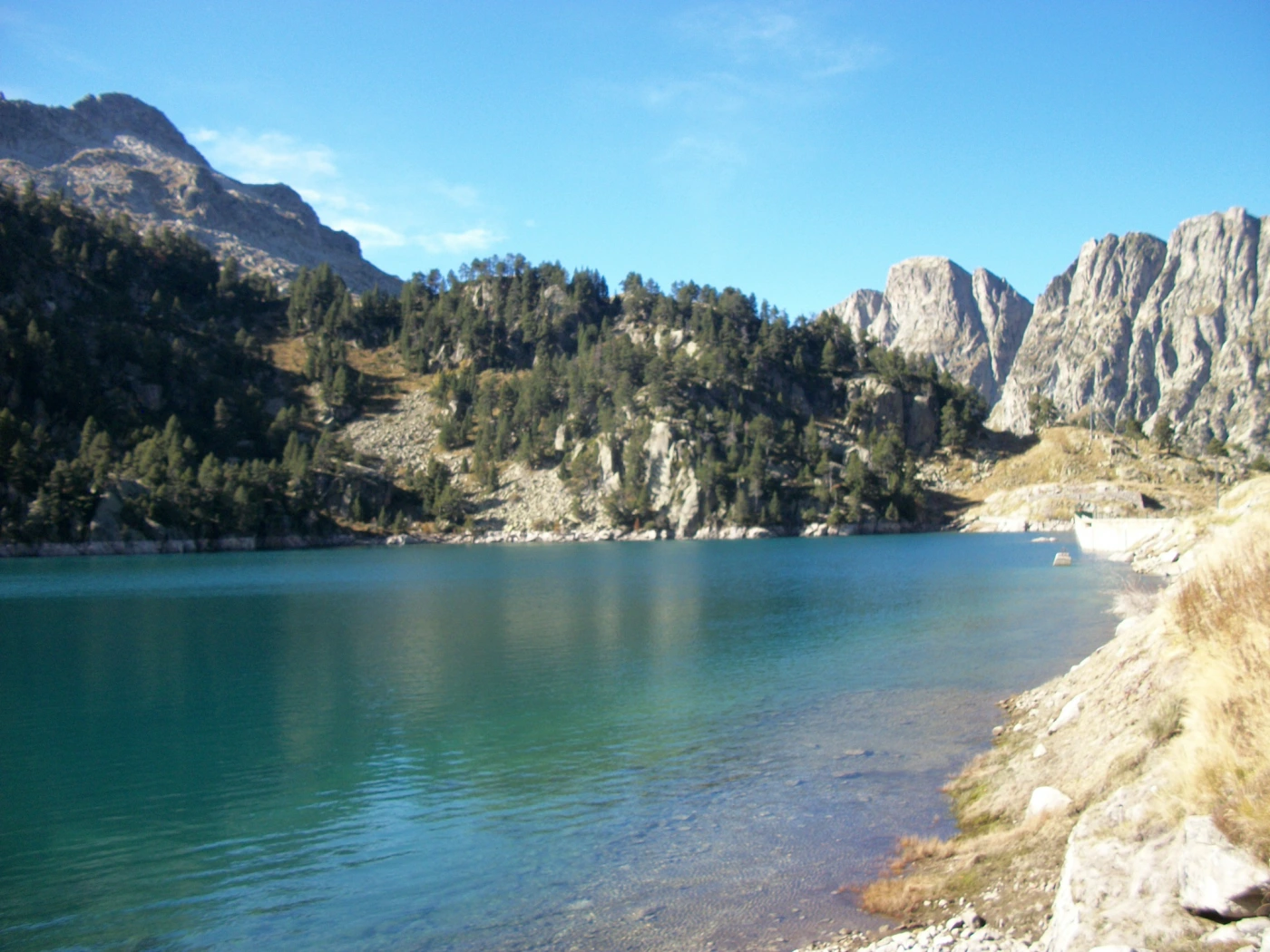